# Fateme Asadi
Fateme Asadi (en persa: فاطمه اسدی‎; 1960-1984) fue una mujer iraní que fue torturada y asesinada por el Partido Democrático Kurdo de Irán cuando intentaba obtener la liberación de su esposo, quien fue detenido por el grupo. Sus restos, encontrados 37 años después en 2021, fueron enterrados en las montañas Chehel Cheshmeh en el distrito de Divandarreh e identificados mediante una prueba de ADN. Según los informes, es la primera mujer iraní víctima desde la guerra Irán-Irak cuyo cuerpo desaparecido fue recuperado. Los medios iraníes la calificaron como mártir.

## Biografía
Fateme Asadi nació en 1960 en el pueblo de Bagherabad, Divandarreh, provincia de Kurdistán, Irán. El marido de Asadi cavó pozos para la aldea de Hosseinabad, Sanandaj, a petición del cuartel general de los Cuerpos de la Guardia Revolucionaria Islámica (CGRI). El Partido Democrático Kurdo de Irán (PDKI) lo acusó de ser un espía de los CGRI. Fue retenido con este pretexto y transportado por la milicia a la prisión de Dowlatou. Los militantes pidieron 200.000 tomanes, que Fateme Asadi recaudó vendiendo sus pertenencias. Sin embargo, los militantes del KDPI la retuvieron cuando entregaba el dinero. Pasó un mes detenida donde fue acosada y torturada antes de que la mataran a tiros.
Los restos de Fateme Asadi se encontraron el 7 de noviembre de 2021 durante exploraciones en las montañas Chehel Cheshmeh en el distrito de Divandarreh, Irán.

### Funeral

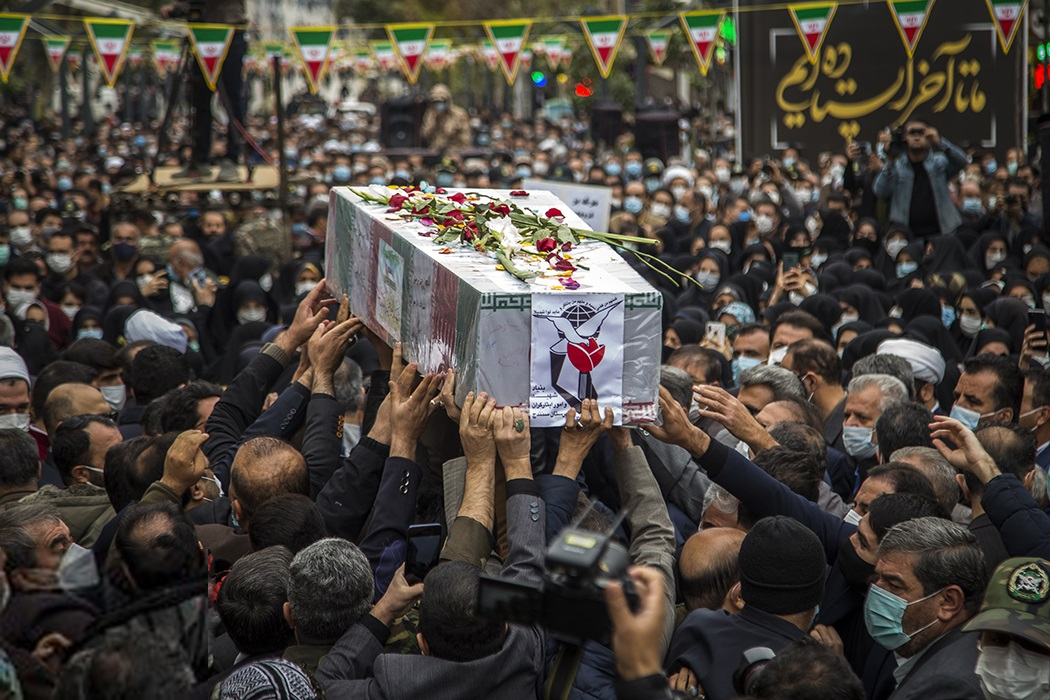
El funeral de Fateme Asadi en Sanandaj, 2021.

El funeral de Asadi se llevó a cabo en el santuario del Imán Reza el 11 de noviembre de 2021 y al día siguiente en el santuario Fatima Masumeh. Se llevó a cabo otro funeral para ella el 16 de noviembre de 2021, desde la plaza Azadi en Sanadaj, hasta su lugar de descanso en la mezquita Hajar Khatoon.

## Legado
Se anunció el Premio Fateme Asadi que cubre a mujeres artistas rurales en los campos de las artes escénicas, el cine, las artes visuales, las artes decorativas, las alfombras tejidas a mano, la ropa y la música. Las escritoras rurales que hayan escrito o traducido libros, cuentos y poesía también pueden postularse para este premio. Activistas de medios rurales, mujeres al frente de organizaciones no gubernamentales rurales, mujeres activas destacadas en el campo de la gestión rural, deportistas rurales, predicadoras y promotoras de la cultura coránica son otros de los pilares de este galardón.